# Conseil pour le développement du français en Louisiane
Le Conseil pour le développement du français en Louisiane ou CODOFIL (en créole louisianais : Konséy pou Dévelopmen di françé en Lwizyàn ; en anglais : Council for the Development of French in Louisiana) est une agence de l'État de la Louisiane pour la promotion de l'usage du français (aussi bien français métropolitain que le français cadien) au sein de la population louisianaise. Le conseil a son siège à Lafayette.

## Historique

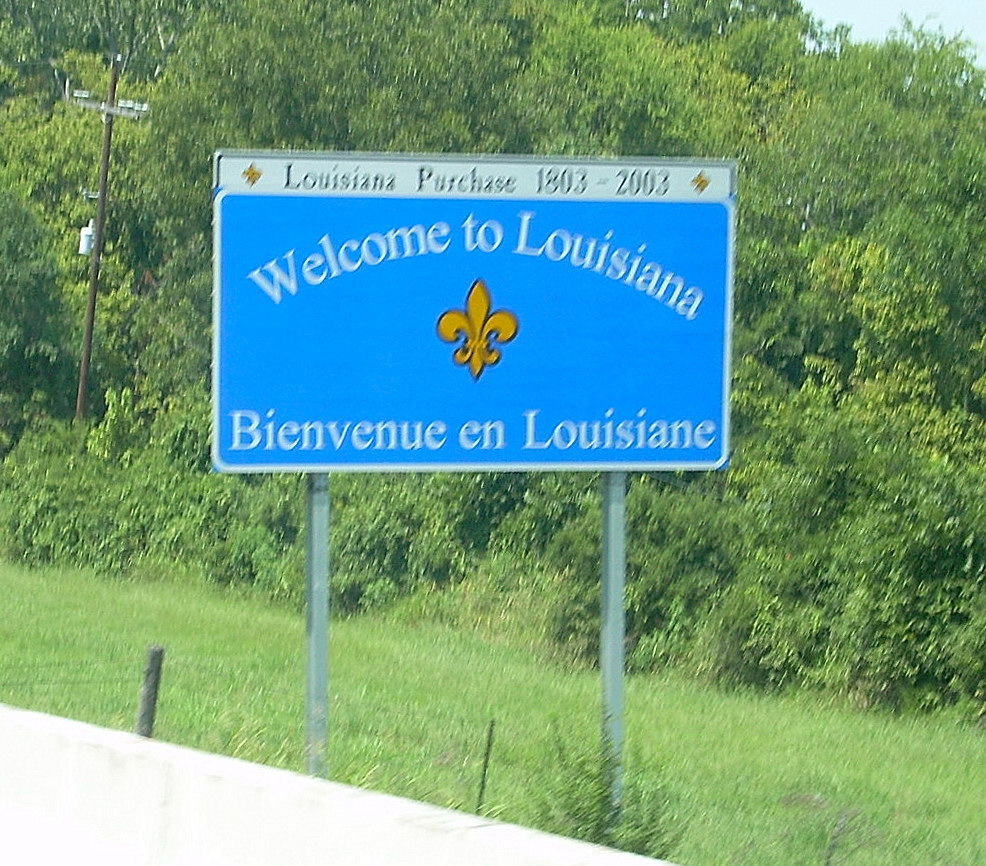
Panneau routier bilingue à l'entrée de la Louisiane

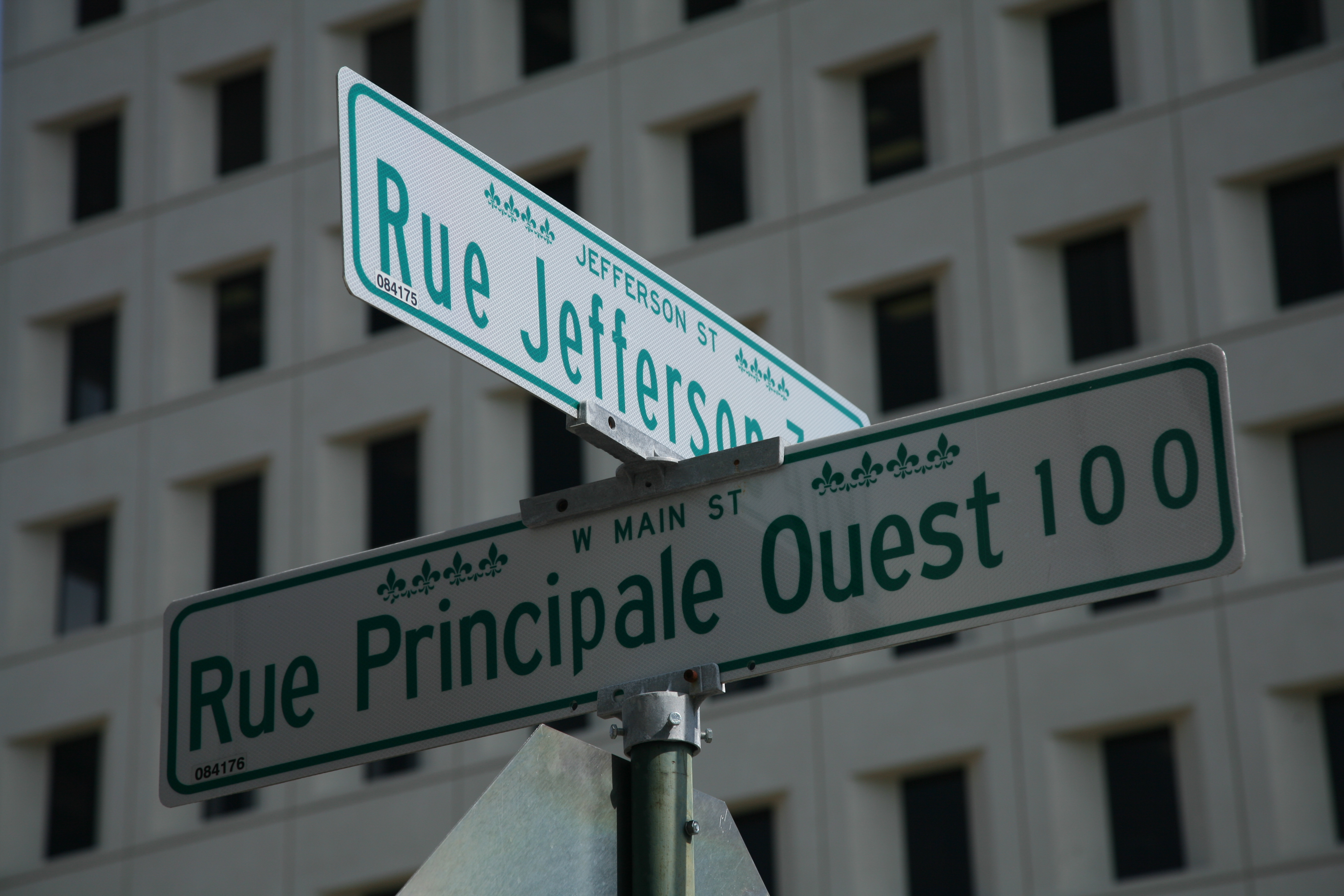
Plaques bilingues des noms des rues de Lafayette.

Initié par le représentant au congrès des États-Unis louisianais James Domengeaux, il a été créé en 1968 par l'Acte législatif no 409 de la législature louisianaise pour : « faire tout ce qui est nécessaire pour encourager le développement, l'utilisation et la préservation du français tel qu'il existe en Louisiane pour le plus grand bien culturel, économique et touristique pour l'État. »
Après la fin de la Seconde Guerre mondiale, le nombre de personnes parlant français en Louisiane a chuté avec la disparition des anciennes générations. En relançant l'intérêt pour le français et en fournissant des moyens d'éducation, le conseil espère que les jeunes Louisianais continueront de le parler. Le recensement de 2000 dénombre 198 784 francophones louisianais de plus de cinq ans dont 4 470 parlant le créole louisianais.
Ces résultats sont encourageants pour la continuité de la langue française en Louisiane, le français est de nouveau autorisé dans l'administration après avoir été interdit et traqué depuis 1921.
En 2015, une nouvelle plaque d'immatriculation est distribuée en français avec l'inscription « Chez nous autres ».
Le français parlé dans le sud de la Louisiane par les anciens est particulier à la région. Il est très proche du français acadien, un dialecte franco-canadien des provinces du Nouveau-Brunswick et de Nouvelle-Écosse. Quelques créoles francophones existent toujours dans le Vieux-Carré. Les différences sont essentiellement académiques, ainsi un Cadien ou un Créole louisianais de langue maternelle française peut assez facilement communiquer avec presque tous les francophones dans le monde.
La région de l'Acadiane est le lieu privilégié où vit la majorité des Cajuns francophones, avec la ville de Lafayette comme capitale culturelle et linguistique. La plupart des villes de l'Acadiane (Opelousas, Pont-Breaux, Saint-Martinville, etc.) affichent leur diversité culturelle et linguistique par affichages, panneaux indicateurs, devantures de magasins et lors de festivals musicaux, sportifs ou culturels cadiens. Le Vieux-Carré est encore aujourd'hui un haut lieu de la francophonie en Louisiane, d'autres ethnies francophones existent sur le territoire louisianais comme Les Houmas et les Créoles de Louisiane arrivés bien avant les Cadiens.